# Pola de Siero
Pola de Siero (asturiska: La Pola Siero, vardagligt La Pola) är en stad i provinsen  och regionen Asturien i norra Spanien, i den norra delen av landet, 400 km nordväst om huvudstaden Madrid. La Pola är huvudort i kommunen Siero, ligger 218 meter över havet och antalet invånare är 12 615.
Terrängen runt Pola de Siero är kuperad österut, men västerut är den platt. Runt Pola de Siero är det ganska tätbefolkat, med 230 invånare per kvadratkilometer. Närmaste större samhälle är Gijón, 15,9 km norr om Pola de Siero. Omgivningarna runt Pola de Siero är en mosaik av jordbruksmark och naturlig växtlighet.